# Inglismus

Symbol inglismu

Inglismus, možno psát také jako Ynglismus (rusky Инглии́зм, v inglingských runách: ), označující se jako slovanský védismus, je specifický náboženský směr slovanského novopohanství hlásící se k zaniklému náboženství a moudrosti Slovanů. Oficiálním názvem hnutí je Staroruská inglingská církev pravoslavných starověrců-Inglingů (rusky Древнерусская Инглиистическая Церковь Православных Староверов-Инглингов).
Charakteristickým rysem esoterního učení inglingů je mísení staré slovanské mytologie s východními naukami (reinkarnace) a pseudovědeckými teoriemi a konspiracemi jako je víra v mimozemské cívilizace, UFO apod. a odvolávání se na texty, které jsou inglisty předkládány jako staroslovanské, resp. padělky, jejichž pravost byla nejednou vyvrácena.
Hnutí bylo založeno v roce 1992 Alexandrem Jurijevičem Chiněvičem (nar. 1961) v Rusku jako odnož rodnověří, jehož smyslem je obnova staroslovanského náboženství. Po konfliktech inglingů se zákonem kvůli etnické xenofobii došlo k rozpuštění ústřední omské organizace a dosud jednotná církev se rozpadla na několik skupin, které se následně rozrostly do všech regionů Ruska a odtud se rozšířily do zemí Evropy a Severní Ameriky. Sekta má své přívržence na Slovensku a v omezené míře také v Česku.

## Nauka

### Svaté knihy

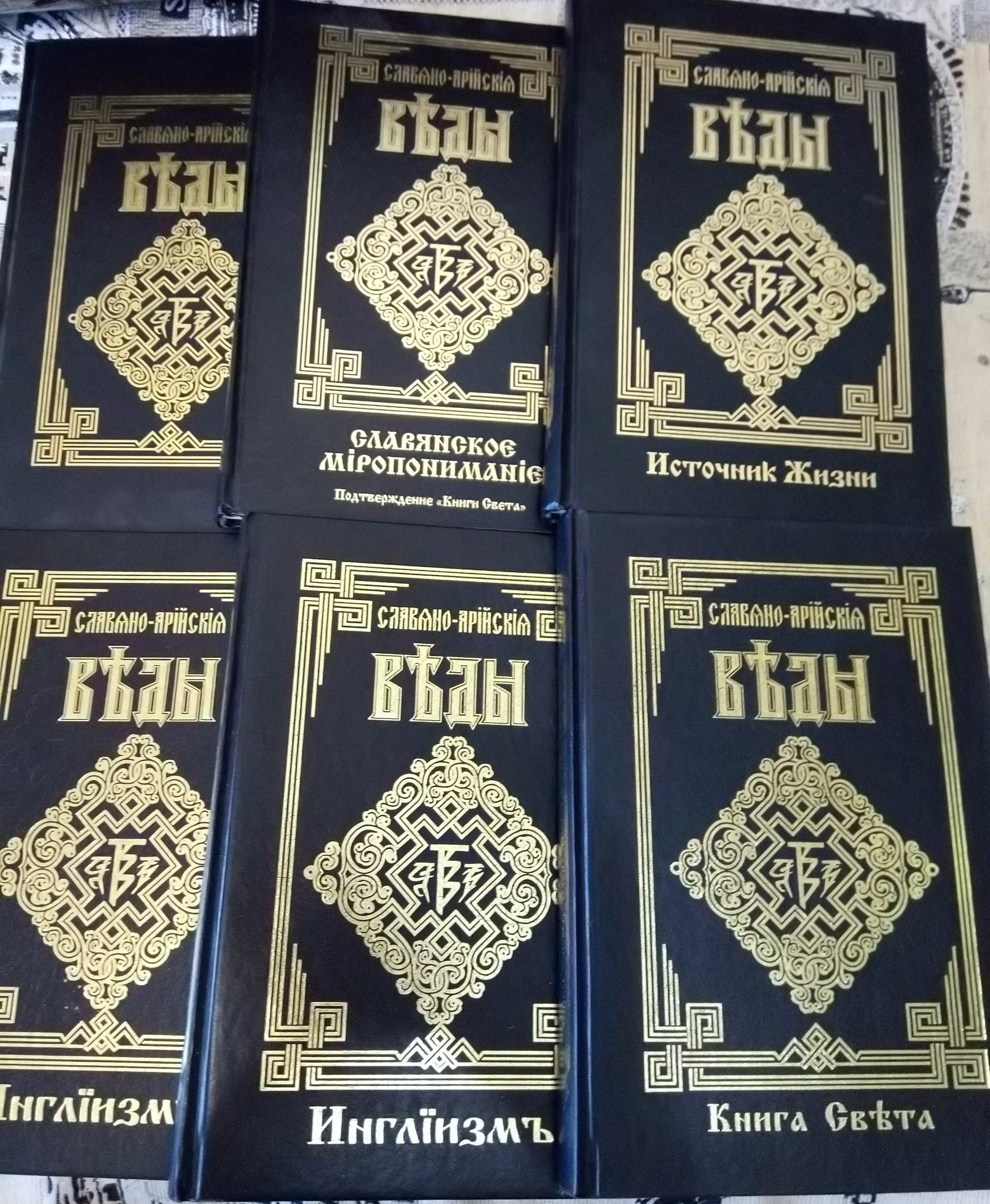
Výtisky Slavjano-árijských véd neboli „Knihy světla“

Jádro inglingského učení se odvíjí od děl jako jsou Slavjano-árijské védy či Velesova kniha, které jsou inglisty považovány za posvátné svaté písmo, současně jsou knihy podvodně propagovány jako autentické nálezy a původní písemnosti starých Slovanů, jedná se proto o padělky. Inglingská zvěst se odvolávává na indické Védy (které souvisí také se slovem „vědět“) a proto se mnohdy nazývá „slovanským védismem“ nebo pravoslavím ve smyslu „slavení pravdy“. Stoupenci se označují jako inglingové (inglini), védisté, védističtí Slované nebo starověrci. Inglingové se pokládají za pravou ortodoxní (ve smyslu souladu s univerzálním řádem a právem) náboženskou tradici Rusů, potažmo Slovanů a všech bílých evropských „Árijců“.

### Teologie
Dle svého zakladatele inglismus nezapadá do obvyklých kategorií chápání náboženství jako je polyteismus či monoteismus. Předmětem kultu inglingů jsou „předkové“ – Árijci, kteří jsou mylně považováni za bohy. Všechny božstva nejen slovanské mytologie jsou považovány za projevy nejvyššího univerzálního Boha, takže inglingskou teologii je možno definovat jako monistickou. Inglingové věří, že jejich učení má původ ve staré „ruské duchovní kultuře“ a podobně jako jiná novopohanská hnutí se staví nepřátelsky k monoteistickým náboženstvím jako je křesťanství či islám.

### Kritika
Pseudoslovanské nauky inglingů nemají nic společného s odbornými pracemi o starých Slovanech a proto se ideově rozchází s rodnověřím, které usiluje o věrnou rekonstrukci původního náboženství Slovanů. Z toho důvodu se běžné organizace rodnověří, včetně českého sdružení Rodná víra, od inglismu distancují a staví se k němu odmítavě. Inglismus pojí s rodnověřím nejen sdílení některých představ a vnějších prvků převzatých ze slovanské mytologie jako jsou některá jména božstev, podobná obřadnost apod., inglingové za účelem rozšiřování sekty vyhledávají nové přívržence mezi zájemci o slovanskou kulturu. Stoupenci inglismu bývají v Česku a na Slovensku někdy hanlivě-sarkasticky označováni jako „ufoslované“.

## Kontroverze
V polovině roku 2000 čelila inglingská církev sérii soudních stíhání kvůli šíření etnické nenávisti a sám její duchovní vůdce Chiněvič byl v letech 2009 až 2011 podmíněně odsouzen, po čemž následovalo rozpuštění omské ústřední organizace a rozpad centralistického řízení církve do několika samostatně působících skupin bez pevné struktury a hierarchie.

## Galerie

některá místa spojená s inglismem:
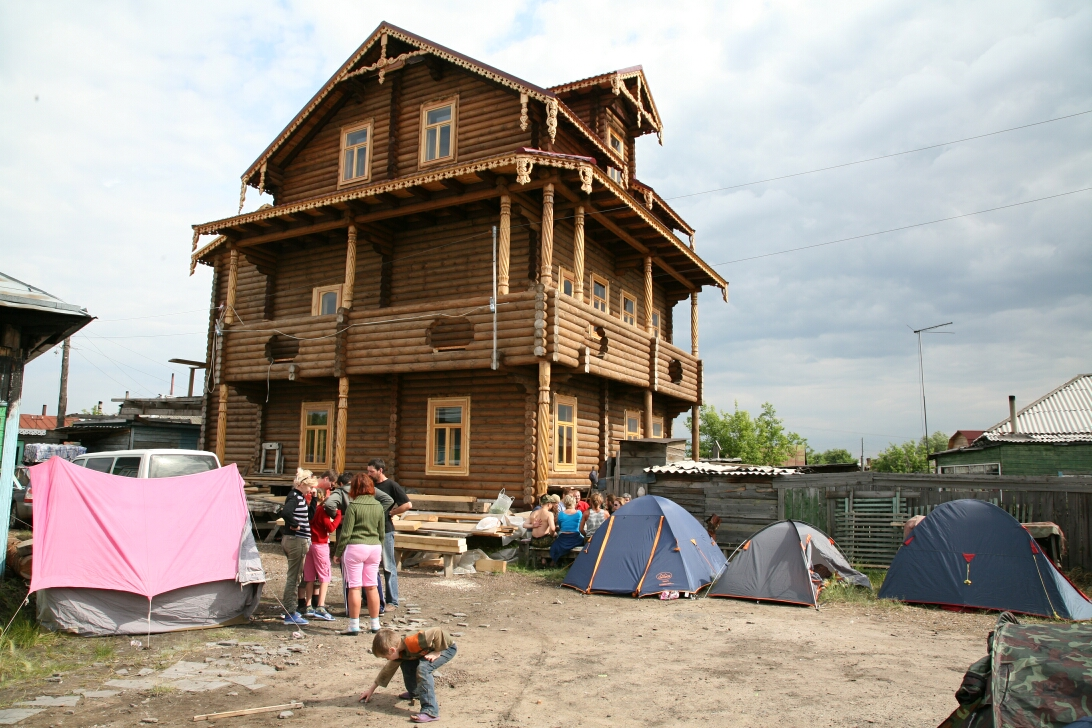
dům Alexandra Chiněviče v Omsku v ústředí Omské inglingské církve v Rusku, jehož součástí je dům Alexandra Chiněviče a inglingský chrám
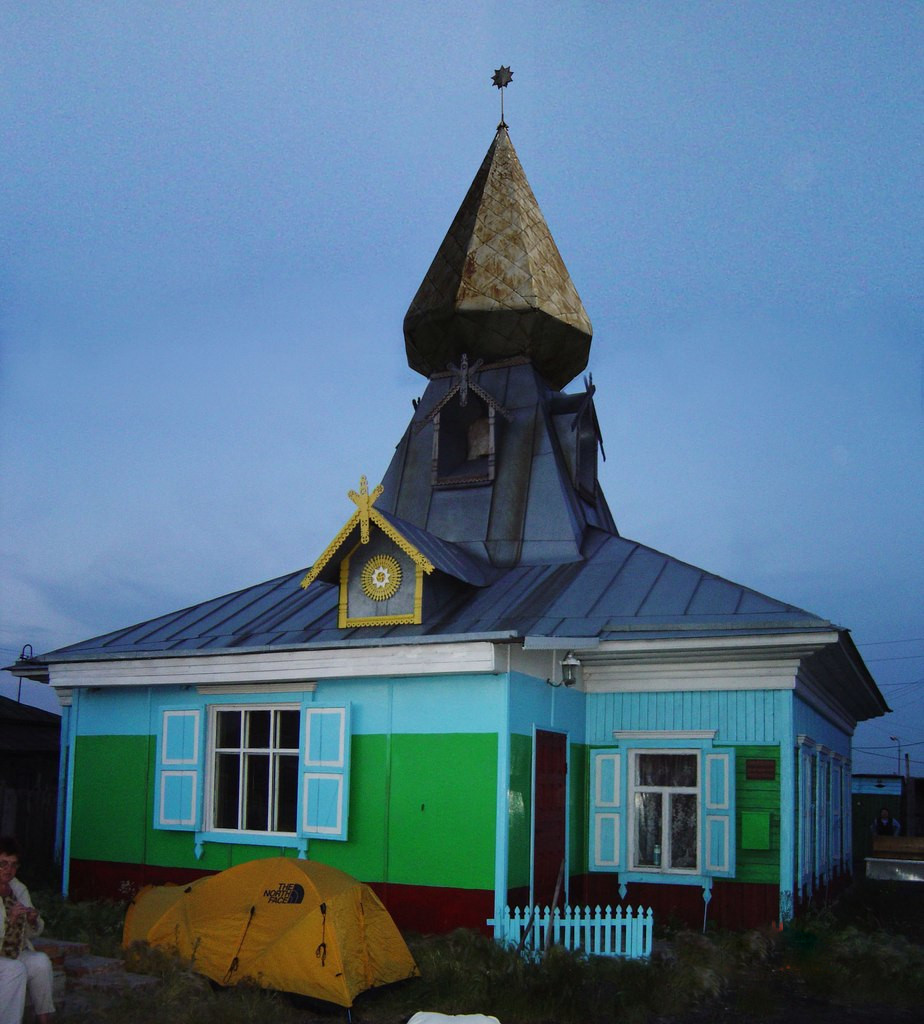
inglingský chrám Perunovy moudrosti v ústředí Omské inglingské církve
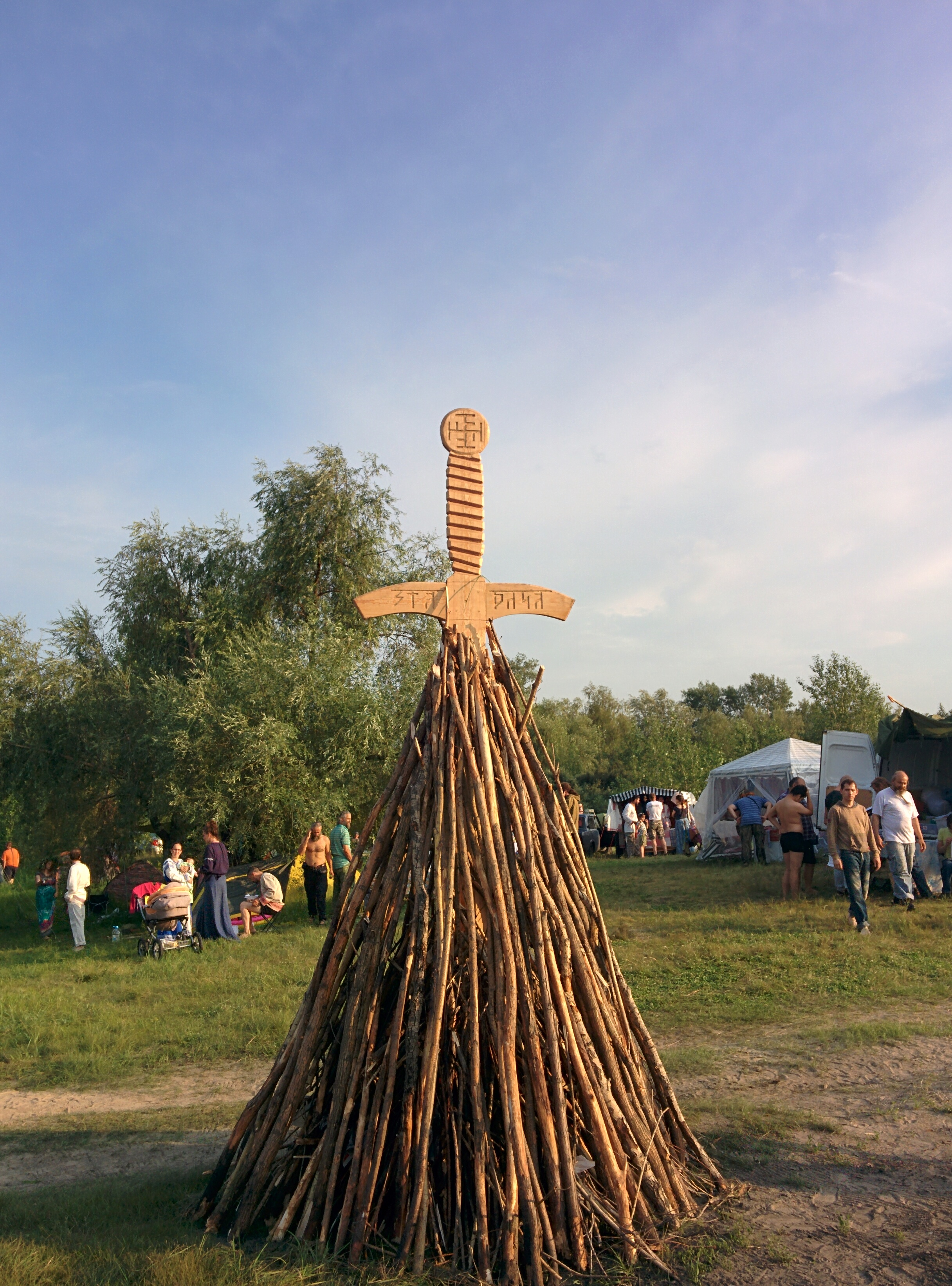
Perunův meč připravený omskými inglisty pro skytský rituál během noci Kupaly
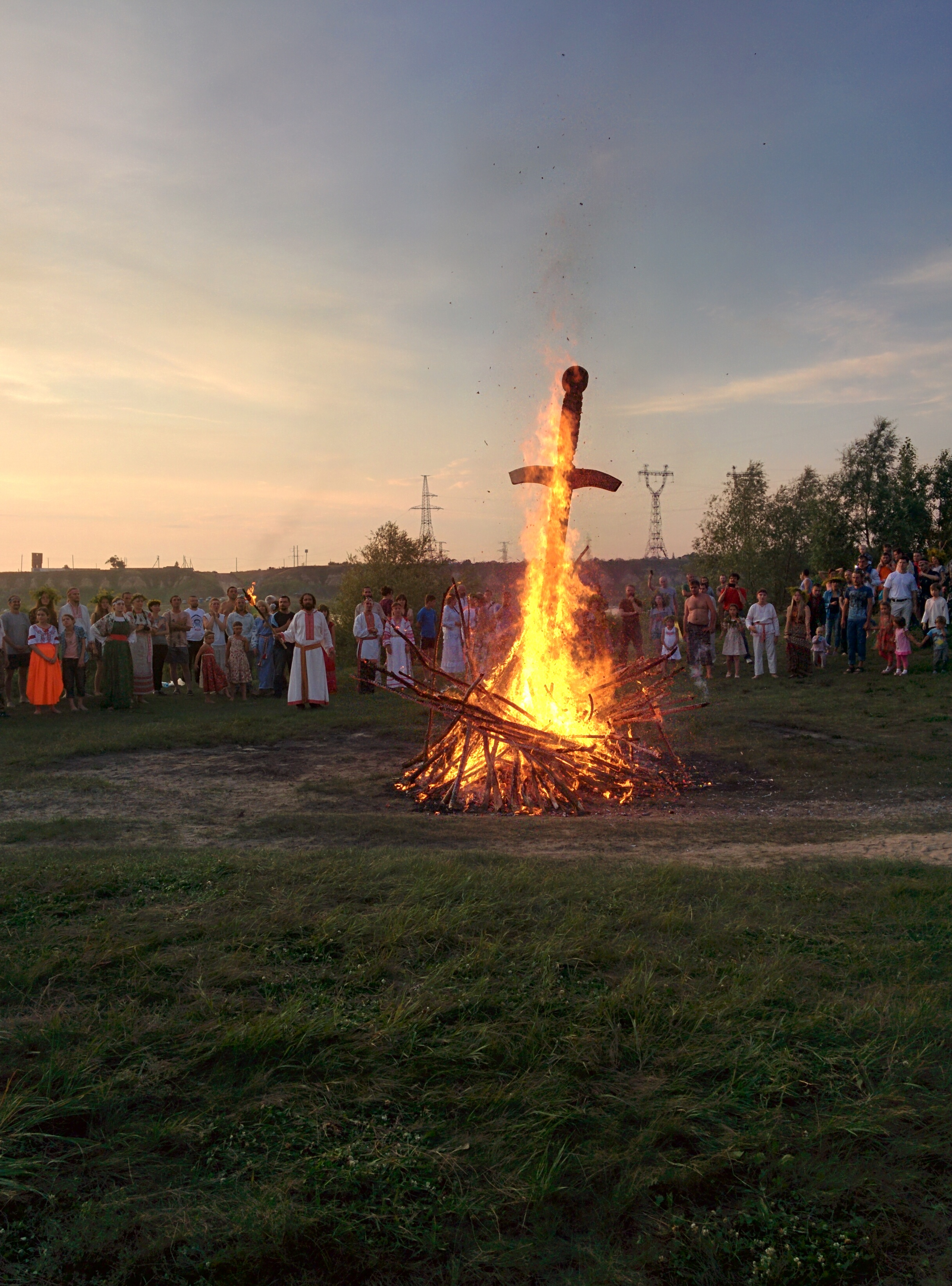
inglingský skytský rituál během noci Kupaly v Omsku
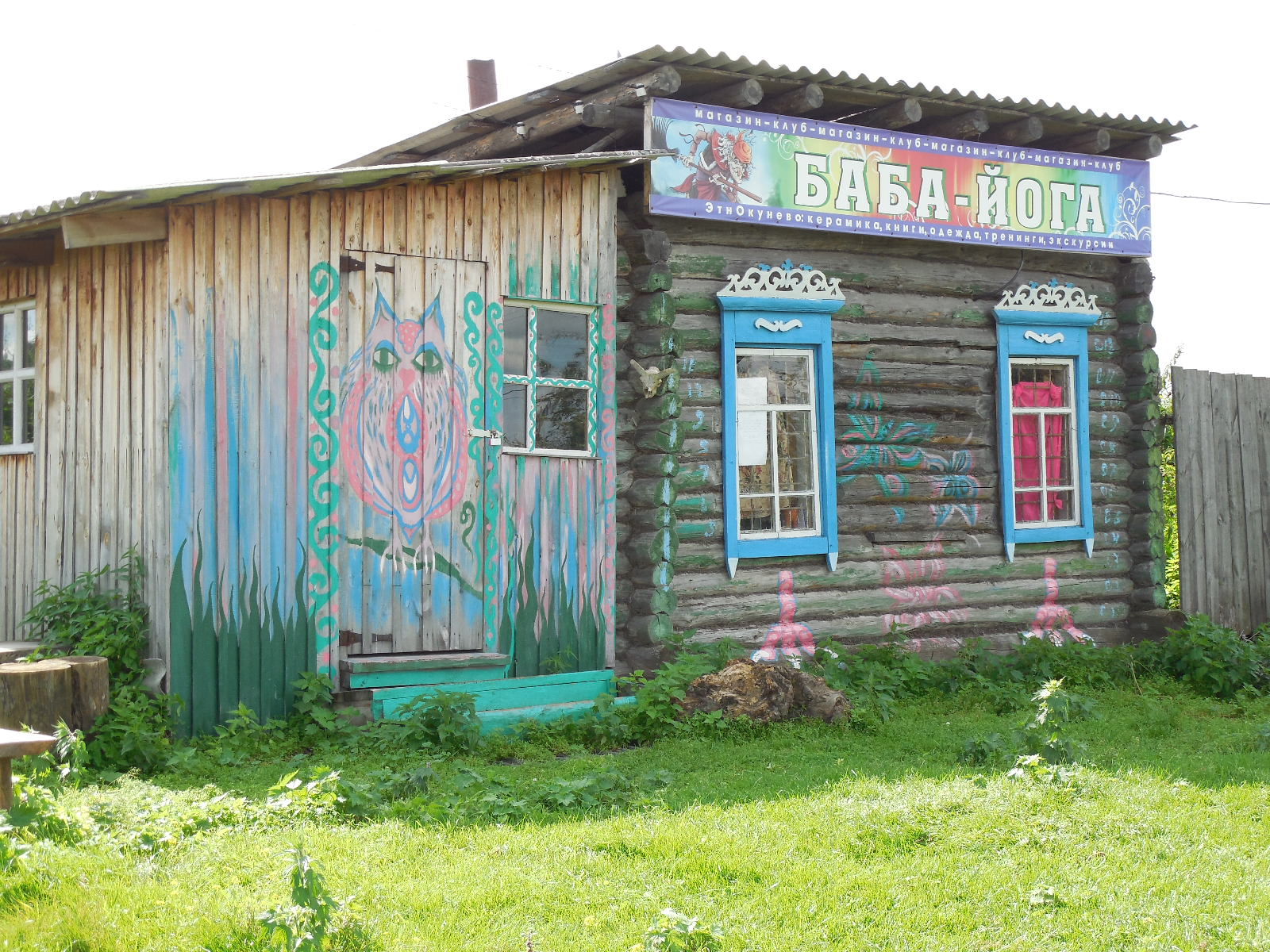
klubovna inglistů zvaná Baba jóga, název byl odvozen od Baby jagy, kterou inglingové chápou jako jogínku

některé inglingské předměty a obrazy:
schéma inglingské kosmologie se čtyřmi dimenzemi Prav, Slav, Jav a Nav a s procesem reinkarnace
schéma teologie omského inglismu: nejvyšší Bůh Ramha plodí Inglia-Inglyho, který poté plodí Roda, od něhož pocházejí čtyři větve Slovano-Árijců.
schéma devíti energetických center lidského těla
znázornění správného chápání reality, jež je součástí inglingských nauk

## Symbolika
Inglingové vytvořili množství symbolů, v nichž přibližují své náboženské představy a nauky. Jsou přesvědčeni, že obrazy sdělují podstatně více informací nežli zvuky a gesta, z čehož plyne jejich důraz na symboly (pojmenovaných jako „oberegy“) a vlastní runové znaky, které by měly ihned uvádět do pohybu obrazy v mysli.

některé symboly:
Symbol představující Ingliu (Инглия) zosobněného Inglym (Ингли, Инглъ) — ohnivou záři, která reguluje hmotu ve vesmíru zplozenou nejvyšším Bohem Ramhou (Рамха).
Jméno nejvyššího Boha nazývajícím se Ramha (Рамха) ve stylizovaném inglingském runovém písmu.
„Oberežník“ symbolizuje posvátný princip trojice jako jsou Otec-Syn-Duch, tělo-mysl-duch či informace-energie-hmota.
Inglingské kolo roku označované jako alatyr představuje kalendář o osmi fázích roku s osmi různými bohy.
Svastika představuje symbol slovansko-árijské rasy.
Svarga je symbolem Nebeské Pouti a Duchovního Vzestupu přes mnohé harmonické Světy Duchovní Dokonalosti, mnohorozměrné Prostory a Reálnosti nacházející se na Zlaté Pouti, ke konečnému bodu putování Duše, který se nazývá Svět Pravi.
„Novorodník“ je symbol Nebeské Síly, která pomáhá v dosažení přeměny a rozmnožení starobylého Rodu.
„Svatebník“ představuje spojení polarit (mužské a ženské) energetického toku vesmíru, resp. Inglia oživuje a uspořádává záře nejvyššího Boha Ramhy.